# Sampot

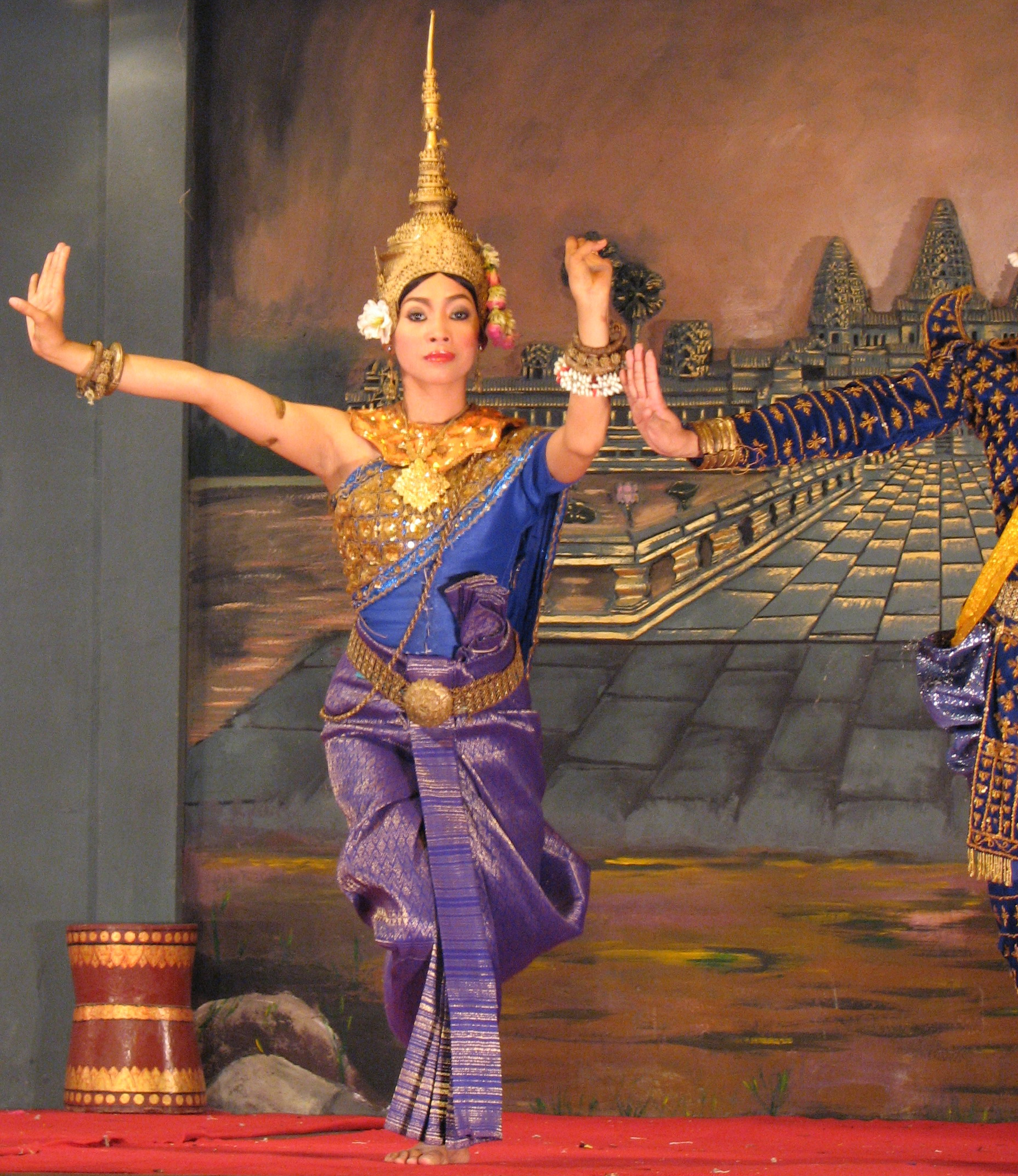
Vũ công truyền thống Khmer trong trang phục sampot charabap. (Dưới sự cai trị của Xiêm)

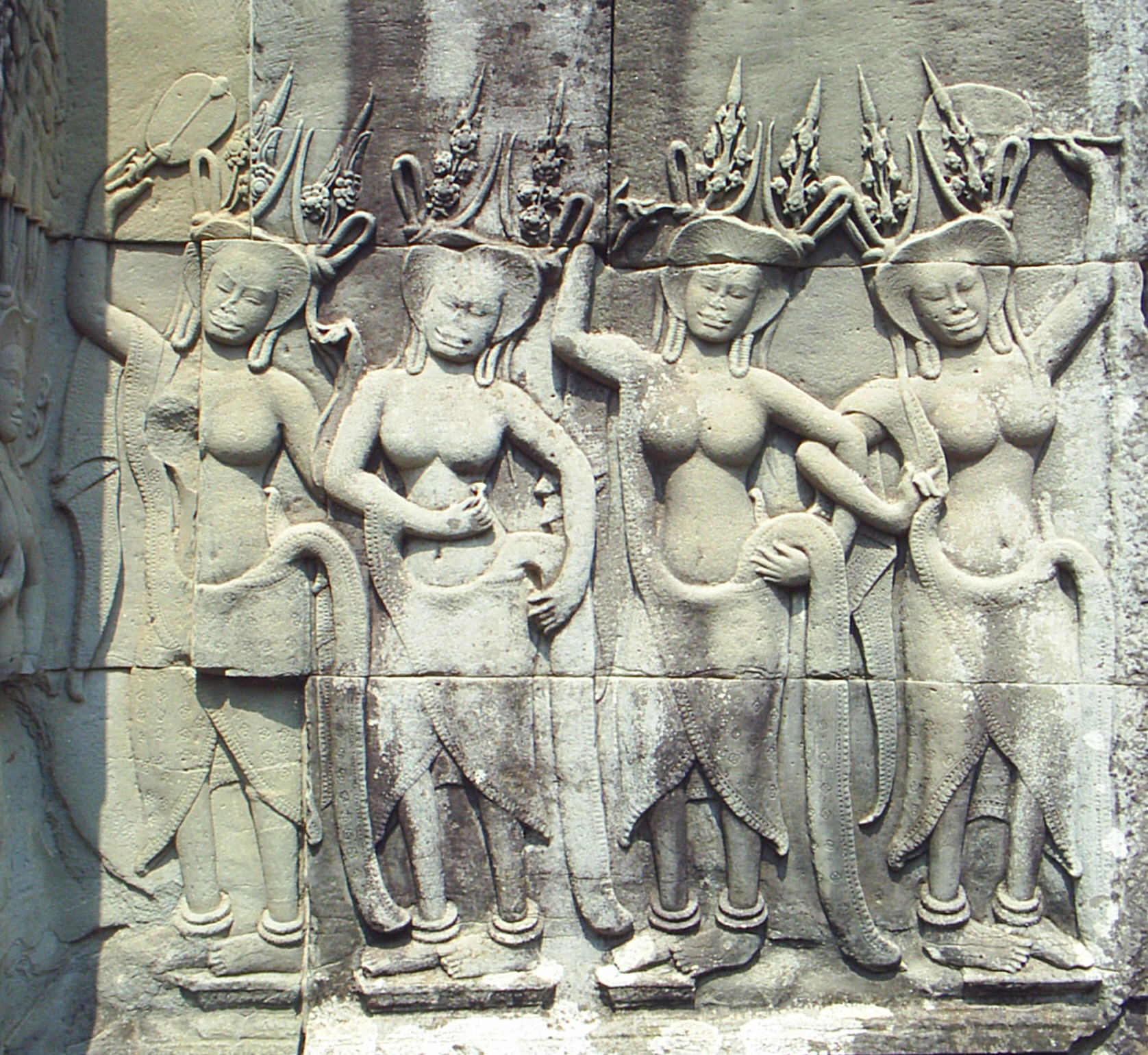
Theo truyền thống cổ xưa của người Khmer, kiểu dáng truyền thống của các vũ công là không mặc áo phần trên.

Sampot (សំពត់; phiêm âm Latinh :saṃbát, Tiếng Khmer: sɑmpʊət, phát âm: Sampoat) là một trang phục truyền thống của Campuchia có hình dạng như một tấm vải dài hình chữ nhật quấn quanh cơ thể với một nửa ở trước và một nửa ở sau. Nó có thể được khoác hoặc gấp theo nhiều cách khác nhau. Trang phục này cũng có nét tương tự như dhoti của Nam Á. Nó cũng được mặc ở các nước láng giềng như Lào và Thái Lan và được gọi là: pha nung (ผ้านุ่ง).
Ở Campuchia, cả nam và nữ thường dùng một miếng vải hình chữ nhật dài khoảng 3m và rộng 1m quấn quanh eo, phần đuôi ở hai đầu sẽ được thắt vào với nhau ở giữa hai chân rồi được cố định bởi một thắt lưng bằng kim loại. Sampot gần giống với một chiếc quần hơn là váy. Do vậy phụ nữ thường kết hợp Sampot với Chang Pong – một mảnh vải màu sắc bất kỳ dùng để quấn, che phần ngực và để hở phần bụng trên.